# ジュリエットからの手紙
『ジュリエットからの手紙』（ジュリエットからのてがみ、Letters to Juliet）は、2010年のアメリカ合衆国のロマンティック・コメディ映画。監督はゲイリー・ウィニック、出演はアマンダ・セイフライドとクリストファー・イーガンなど。

## ストーリー
ソフィーは『ニューヨーカー』誌で働くライター志望の調査員。イタリアン・レストランのオープンを控える婚約者ヴィクターと婚前旅行でイタリア・ヴェローナに向かうが、観光を楽しみたいソフィの思いをよそに、レストランの食材契約業者探しに明け暮れるヴィクター。2人だけでロマンチックな旅行も楽しみたいソフィーは食材めぐりの旅にクタクタ、お互い別行動することを提案すると、ビクターも快諾する。
翌日、ソフィーはさっそくひとりヴェローナ観光のため街を散策、『ジュリエットの家』を訪れる。そこはシェイクスピアの戯曲『ロミオとジュリエット』にまつわる観光名所、世界各地からの観光客がジュリエット宛てに、自分の恋愛の悩みを綴った手紙を書き、それを家の壁に貼り付けていく場所だった。とそこへ、ひとりの女性が現れ壁の手紙を回収していく。好奇心にかられたソフィーが彼女の後を付いていくと、行き着いた先の建物の中には、手紙に返事を書く“ジュリエットの秘書”と呼ばれる女性たちがいた。秘書たちと打ち解けたソフィーは翌日も秘書たちの仕事場を訪れ、手紙の回収の手伝いをすることに。
ソフィーが壁に貼られた手紙を回収していると、そのうちの一枚を取った際に、壁の煉瓦の一つが引っ張られて抜け落ちる。煉瓦の抜けた壁の奥を覗き込むと、そこには古い手紙が。それは50年前に書かれた、クレアというイギリス人女性からの手紙で、両親に反対される中での恋人ロレンツォとの恋の苦悩、その中で決意した駆け落ち、そして苦悩の末にロレンツォと落ち合うのを直前でやめてしまったこと、またそれを知らぬロレンツォが約束の場所で一人待ち続けたであろうことが綴られていた。胸をうたれたソフィーは、秘書たちに頼んでその手紙の返事を書かせてもらうことに。ソフィーは届くとも分からぬ手紙を、想いを込めて書き上げ発送する。
それから数日後、ソフィーは、手紙を受け取ったクレアが50年前の出来事にけじめを付けるため、孫のチャーリーとイタリアにやってきたことを知る。ロレンツォに会う決意を固めた彼女を見守りたい気持ちと、50年前の手紙から始まった物語の結末を見届けたい気持ちから、ソフィーは「自分も同行させてほしい」と申し入れる。そしてクレア、チャーリー、ソフィーの3人は“50年前の愛”を確かめるため、その地域に住む“ロレンツォ・バルトリーニ”のもとを目指し、旅に出る。

## キャスト
| 役名                     | 俳優                               | 日本語吹替 |
| ------------------------ | ---------------------------------- | ---------- |
| ソフィー・ホール         | アマンダ・セイフライド             | 小島幸子   |
| チャーリー・ワイマン     | クリストファー・イーガン           | 阪口周平   |
| クレア・スミス＝ワイマン | ヴァネッサ・レッドグレイヴ         | 沢田敏子   |
| ロレンツォ・バルトリーニ | フランコ・ネロ                     | 坂口芳貞   |
| ヴィクター               | ガエル・ガルシア・ベルナル         | 浪川大輔   |
| イザベラ                 | ルイーザ・ラニエリ                 |            |
| 編集長ボビー             | オリヴァー・プラット（カメオ出演） |            |

- その他の日本語吹き替え：魚建／沢海陽子／雨蘭咲木子／薬丸夏子／小日向みわ／高橋里枝／長谷川俊介／かぬか光明／山内健嗣／吉田聖子／菊本平／遠藤大智／茶花健太／楠見藍子

## 評価
レビュー・アグリゲーターのRotten Tomatoesでは161件のレビューで支持率は42%、平均点は5.20/10となった。Metacriticでは34件のレビューを基に加重平均値が50/100となった。

## 備考
- この映画は、舞台となっているイタリア・ヴェローナで実際にジュリエット宛てに届く恋愛相談の手紙に対し、ヴェローナ市のボランティアの女性たちが運営するジュリエット・クラブ（英語版）の「ジュリエットの秘書」たちがそれぞれに返事を書いている事実に基づいている。世界各国から年間5000通も届く手紙は言語も様々であるが、英語、フランス語、ドイツ語を含め主要言語に対応している。日本語の手紙に対しては、日本語で返信するという。この映画の影響で、アメリカ公開時（2010年5月14日）からジュリエット宛の手紙が急増し、従来の8倍である40000通を記録。「ジュリエットの秘書」も増員し対応しているという。
- ヴァネッサ・レッドグレイヴとフランコ・ネロはプライベートでも長年のパートナーであり、1969年には息子カルロ・ガブリエル・ネロ（英語版）（イギリスの脚本家・映画監督）が生まれているが、2人が正式に結婚したのは2006年である 。